# Strahlentelex
Strahlentelex mit ElektrosmogReport war ein unabhängiger Informationsdienst zu Radioaktivität, Strahlung und Gesundheit sowie zur Bedeutung elektromagnetischer Felder für Umwelt und Gesundheit und erschien als Druckschrift in deutscher Sprache an jedem ersten Donnerstag im Monat.
Strahlentelex erschien erstmals im Januar 1987. Im Internet lassen sich heute alle veröffentlichten Beiträge seit 1987 recherchieren. Strahlentelex war frei von kommerzieller Werbung, erhielt keinerlei staatliche oder sonstige Zuwendungen und finanzierte sich ausschließlich durch Abonnements.
Seit März 2019 erscheint der ElektrosmogReport ohne Strahlentelex.

## Geschichte
Im Dezember 1986, dem Jahr der Katastrophe von Tschernobyl, begann die Unabhängige Strahlenmessstelle Berlin ihre Tätigkeit. Der Chemiker Peter Plieninger und der Kerntechniker Bernd Lehmann nahmen im Schaufenster eines Ladengeschäfts in Berlin-Moabit einen sogenannten Gamma-Messplatz in Betrieb. Das Radioaktivitätsmessgerät war aus den Überschüssen eines Benefizkonzertes erworben worden.

### Strahlentelex als Verbraucherinformationsdienst
Das war auch die Geburtsstunde des Informationsdienstes Strahlentelex. Die erste Ausgabe erschien am 15. Januar 1987 unter der redaktionellen Verantwortung des Ingenieurs und Wissenschaftsjournalisten Thomas Dersée, der es seitdem in ununterbrochener Folge publizierte. Ab 1994 arbeitete die Bremer Biologin Bettina Dannheim und danach seit Mitte 2001 der Berliner Physiker Sebastian Pflugbeil in der Redaktion mit. Bis Mai 1989 erschien Strahlentelex vierzehntäglich, seitdem monatlich.
Die Spezialität des Strahlentelex in den ersten Jahren nach der Reaktorkatastrophe von Tschernobyl 1986 war die Veröffentlichung von Radioaktivitätsmesswerten in Nahrungsmitteln bei offener Nennung der Produkt- und Firmennamen. Diese Namen zu nennen war den staatlichen Messstellen verboten – das ist bis heute so – und erforderte eine unabhängige Einrichtung, was den besonderen Wert und Erfolg des Strahlentelex ausmachte. In Form von vergleichenden Warentests, deren Methode die Stiftung Warentest vermittelt hatte, wurden die ersten systematischen Messreihen zu Milch und Babynahrung durchgeführt und veröffentlicht. Damit erhielten besorgte Eltern kleiner Kinder – immerhin neun Monate nach der Reaktorkatastrophe von Tschernobyl – erstmals konkrete und unverschlüsselte Daten, die es ihnen ermöglichten, die Strahlenbelastung ihrer Kinder so gering wie den Umständen entsprechend möglich zu halten. Daher war die Unterstützung durch Einzelpersonen, Elterninitiativen und Vereinen, wie Mütter und Väter gegen atomare Bedrohung e. V., groß. Bis zu 3000 Abonnenten hatte Strahlentelex in dieser Zeit. Das ermöglichte die kontinuierliche Finanzierung der Arbeit der Unabhängigen Strahlenmessstelle Berlin. Besonders hilfreich war die Unterstützung durch die Mitglieder eines Wissenschaftlichen Beirates.

### Strahlentelex als Spezialinformationsdienst
Strahlentelex entwickelte sich schon frühzeitig zu einem Spezialinformationsdienst, dem die Minimierung der Strahlenbelastungen zentrales Anliegen war. Die Dokumentation der Auseinandersetzungen über die Wirkungen kleiner Strahlendosen erstreckte sich über die Bereiche der Umweltradioaktivität bis zu Strahlenanwendungen in der Medizin, etwa bei der Mammografie. Mit dem zunehmenden Interesse der Öffentlichkeit an Umweltradioaktivität, wie sich am Beispiel des Streits um die Leukämiehäufung in der Umgebung des Atomkraftwerkes Krümmel und der GKSS in der Elbmarsch zeigt, veränderte sich auch das Interesse am Strahlentelex.
Im Dezember 1993 musste die unabhängige Strahlenmessstelle wegen des nachlassenden Interesses an konkreten Messergebnissen schließen und Strahlentelex kooperierte nun weiterhin mit den wenigen noch arbeitenden freien Messstellen und Initiativen besonders in München und Wien.

### Strahlentelex mit ElektrosmogReport
Seit April 1995 enthielt Strahlentelex zusätzlich regelmäßig die Rubrik ElektrosmogReport, als unabhängigen Fachinformationsdienst zur Bedeutung elektrischer und magnetischer Felder für Umwelt und Gesundheit. Er wurde bis Ende 2005 von dem Physiker Michael Karus, dem Arzt Franjo Grotenhermen, dem Physiker Peter Nießen und der Geographin Monika Bathow redaktionell erstellt. Seit Januar 2006 besorgt die Biologin Isabel Wilke vom Katalyse-Institut für angewandte Umweltforschung e. V., Köln, die Redaktion des ElektrosmogReports. Mit dem ElektrosmogReport wird der wissenschaftliche Meinungsstreit über die Wirkung nichtionisierender Strahlung kritisch begleitet und dokumentiert.
Im Gegensatz zu den ersten Jahren nach Tschernobyl, als die regelmäßige Veröffentlichung vergleichender Warentests im Strahlentelex für Eltern kleiner Kinder von besonderer Bedeutung war, war Strahlentelex mit ElektrosmogReport zunehmend als Fachinformation in den Bereichen Strahlenschutz, Risikoabschätzung und -kommunikation gefordert, als Anlaufstelle für recherchierende Journalisten, Auskunftsuchende aus den Bereichen Medizin und Physik und besonders auch für interessierte Laien, die sich in die Problematik von Strahlung und Strahlenschutz einarbeiten wollten.
Im April 2006 verlieh die Deutsche Umweltstiftung an Thomas Dersée ihren 19. Umweltpreis für Journalisten und würdigte damit die „20-jährige unabhängige Informationsarbeit von Strahlentelex mit Elektrosmogreport“.

### Einstellung und teilweise Weiterführung
Im Januar 2019 teilte der Herausgeber den Lesern mit, dass er das Strahlentelex aus gesundheitlichen Gründen nicht weiter fortführen kann. Das Dezemberheft 2018 war das letzte, ein Nachfolger wurde nicht genannt.
Der ElektrosmogReport erscheint seit März 2019 allein, ohne das Strahlentelex. Neuer Herausgeber ist der Verein Diagnose-Funk e. V. in Stuttgart
Seit April 2019 erscheint das monatliche Strahlentelex für Fukushima, das die unabhängige Berichterstattung des Strahlentelex über den Strahlenschutz nach der Nuklearkatastrophe von Fukushima weiterführen will. Herausgeber ist der Publizist und frühere Strahlentelex-Autor Masao Fukumoto.